# 横浜市営バス浅間町営業所
横浜市営バス浅間町営業所（よこはましえいバスせんげんちょうえいぎょうしょ）は、横浜市西区浅間町に所在する横浜市交通局自動車部の営業所の一つ。最寄駅は相鉄線西横浜駅・平沼橋駅、最寄バス停留所は「浅間町車庫前」。主に浅間町車庫前、横浜駅前、横浜駅西口、東神奈川駅西口、保土ケ谷駅東口、桜木町駅前及び八反橋を起終点とする運転系統の区域を管轄している。
1928年（昭和3年）の横浜市営バス運行開始に伴い開設された最初の営業所である。1937年（昭和12年）に鶴見車庫が開設されるまでは、戦前の市営バス路線を一手に引き受けていた。
営業所敷地内に東京ガス横浜浅間町天然ガススタンドが置かれており、一部の車両はCNG車となっていた。また、横浜市西スポーツセンターが隣接しており、事務所はスポーツセンターの建物の一部を使用している。

## 沿革
- 1927年12月20日 - 横浜市電の浅間町出張所を開設[2]。
- 1928年11月10日 - 横浜市営バスの浅間町自動車出張所を開設[2]。
- 1932年3月21日 - 横浜市電の浅間町電車出張所を廃止[2]。
- 1937年6月30日 - 浅間町自動車出張所を、浅間町営業所に改称[2]。
- 2005年2月28日 - みなとみらい線開業による路線再編成により、20系統を本牧営業所へ移管し経路変更を実施。
- 2006年3月27日 - 66系統廃止。
- 2007年
  - 3月18日 - 横浜市営バスの営業所では最も早くPASMOを導入する。
  - 4月1日 - 57・96・114・127系統廃止、201・202系統の一部区間を廃止、201系統の循環便が暫定運行系統化、291・292系統を正式に運行開始。
  - 8月20日 - 31系統の循環線を廃止し、大口駅折返しに変更。
- 2008年12月31日 - 翌日まで35・50系統で終夜運転を実施。
- 2009年1月7日 - 東京ガスとのパートナーシップ共同事業により、営業所内にCNGスタンドを設置。
- 2013年
  - 3月15日 - 325系統廃止。
  - 3月30日 - 緑営業所発着の82系統廃止、代替として緑営業所所管のふれあいバス（神奈川区）を運行開始。
  - 11月24日 - 9-4532号車使用の廃車作業立会いツアー実施。このツアーをもって横浜市営バスから大型ツーステップバスが全廃。
- 2014年3月29日 - 35系統の急行便として346系統を新設、35系統・50系統「市営栗田谷アパート」停留所を「捜真学院前」停留所に改称。
- 2016年
  - 4月1日 - 31系統を保土ケ谷営業所へ移管。89系統を保土ケ谷営業所から移管。
  - 10月1日 - 89系統を「ぶらり野毛山動物園バス」として運行開始。土休日はアンパンマンミュージアム経由となる。
- 2019年10月1日 - 26系統に「港湾カレッジ前」「本牧TOC」発着を新設[3]。347系統を26系統に改称[3]。また、港湾カレッジ前発着が主体となるダイヤ改正を実施[3]。
- 2020年5月2日 - 市民病院移転に伴い、34・87系統のルート変更を実施する[4]。88・208系統が新設される[4]。また、関連停留所の名称変更を実施[4]。
- 2021年7月11日 - 53系統を保土ケ谷営業所へ移管。
- 2022年4月1日 - 66系統（2代目）が新設される。
- 2022年10月1日 - 44系統を相鉄バスへ移管[5]。
- 2023年
  - 10月1日 - 83系統を相鉄バスへ移管[6]。
  - 12月23日 - 新綱島駅バスのりばが新設されるに伴い、59系統のルート変更を実施する[7]。
- 2024年
  - 4月1日 - 204・329系統の雨の臨時便を廃止[8]。
  - 10月1日 - 乗務員不足のため一部にてダイヤ改正を実施[9]。106系統の日中時間帯の運行区間の変更を実施[10]。

## 定期営業路線

### 26系統
| No. | 運行区間 |
| --- | --- |
| 26B | 横浜駅前 - 桜木町駅前 - 山下公園前 - 小港橋 - 本牧ふ頭入口 - 横浜本牧駅 - 本牧車庫前                            |
| 26C | 横浜駅前 - 桜木町駅前 - 山下公園前 - 小港橋 - 本牧ふ頭入口 - 港湾カレッジ前 - 海づり桟橋 - 横浜港シンボルタワー |
| 26D | 横浜駅前 - 桜木町駅前 - 山下公園前 - 小港橋 - 本牧ふ頭入口 - 港湾カレッジ前 - 海づり桟橋                        |
| 26K | 横浜駅前 - 桜木町駅前 - 山下公園前 - 小港橋 - 本牧ふ頭入口 - 本牧TOC                                            |
| 26L | 横浜駅前 - 桜木町駅前 - 山下公園前 - 小港橋 - 本牧ふ頭入口 - 港湾カレッジ前                                     |
| 26M | 本牧車庫前 → 横浜本牧駅 → 本牧ふ頭入口 → 小港橋 → 山下公園前 → 桜木町駅前→ (急行) → 横浜駅前                    |
| 26N | 海づり桟橋 → 港湾カレッジ前 → 本牧ふ頭入口 → 小港橋 → 山下公園前 → 桜木町駅前 → (急行) → 横浜駅前               |
| 26O | 港湾カレッジ前 → 本牧ふ頭入口 → 小港橋 → 山下公園前 → 桜木町駅前 → (急行) → 横浜駅前                            |
| 26P | 本牧TOC → 本牧ふ頭入口 → 小港橋 → 山下公園前 → 桜木町駅前 → (急行) → 横浜駅前                                   |

本牧営業所と共管。横浜駅・桜木町駅と新山下・本牧ふ頭地区を結ぶ路線。馬車道駅前 - 山下橋間では8系統などとは異なり山下公園前を経由して運行される。
メインは横浜駅 - 港湾カレッジ前であるが、一部に海づり桟橋発着、横浜港シンボルタワーが営業している時間帯は横浜港シンボルタワー発着便が運行（休館日は海づり桟橋行に変更）されている。また、僅かながら本牧車庫発着の便が運行されている。
2004年1月までは土休日のみ山下公園付近の渋滞を避けるために中華街入口経由で運行を行っていたが、同年2月1日のみなとみらい線開業のため、全日山下公園前経由で運行されるようになった。なお、現在でも山下公園付近で行われるイベントやマラソン等で中華街入口経由に経路が変更されることがある。
2006年8月31日、利用客減少を理由にD突堤入口 - 海づり桟橋 - 横浜港シンボルタワーの区間退出意向が神奈川県生活交通確保対策地域協議会に提出された。その後、横浜市生活交通バス路線維持制度対象路線となるが、「現事業者（交通局）が運行を継続する方が有利な路線」として運行事業者を公募せず、2007年以降も引き続き市営バスが運行している。
2017年3月25日ダイヤ改正により本牧市民公園経由便が廃止され、平日朝の横浜駅方面の26系統が急行便化。急行便は347系統として運行を開始した。急行は桜木町駅前 → 横浜駅改札口前間を急行運転する。
2019年10月1日のダイヤ開始により、「港湾カレッジ前」「本牧TOC」発着が新設された。347系統を26系統に改称した。また、港湾カレッジ前発着が主体となるダイヤ改正を実施した。これにより港湾カレッジ前 - 海づり桟橋 - 横浜港シンボルタワー間では大幅に減便となった。
2019年11月5日のダイヤ改正では港湾カレッジ前 - 海づり桟橋 - 横浜港シンボルタワー間の運行を休止。これまで海づり桟橋行き、横浜港シンボルタワー行きで運行されていた便も港湾カレッジ止まりになった。2020年3月14日より海づり桟橋・シンボルタワー発着の運行が再開されることとなった。

### 34系統
| No. | 運行区間                                                                                 |
| --- | ---------------------------------------------------------------------------------------- |
| 34A | 横浜駅西口 → 岡野町 → 三ツ沢総合グランド入口 → 翠嵐高校前 → 沢渡 → 横浜駅西口            |
| 34B | 横浜駅西口 → 岡野町 → 市民病院 → 三ツ沢総合グランド入口 → 翠嵐高校前 → 沢渡 → 横浜駅西口 |

通称「沢渡循環」。横浜駅から出る循環路線としては最短で、グラウンド入口 - 泉町に一方通行区間や道幅が狭い区間が存在するが、利用客が多いことから大型車が充当される。2006年9月1日、翠嵐高校 - 沢渡に「沢渡三ツ沢地域ケアプラザ」停留所が新設された。2020年5月2日の横浜市立市民病院の移転に伴うダイヤ改正で、平日日中に限り市民病院への乗り入れを開始した。
以前は保土ケ谷営業所との共管だった。
時計回りの片方向循環であり、逆回りの運行はない。

### 35・50・346系統
| No.  | 運行区間 |
| ---- | --- |
| 35E  | 横浜駅西口 → 岡野町 → 三ツ沢総合グランド入口 → 片倉町入口 → 神大寺入口 → 栗田谷 → 松本 → 東横反町駅前 → 横浜駅西口 |
| 35F  | 神大寺入口 → 栗田谷 → 松本 → 東横反町駅前 → 横浜駅西口                                                             |
| 50A  | 横浜駅西口 → 東横反町駅前 → 松本 → 栗田谷 → 神大寺入口 → 片倉町入口 → 三ツ沢総合グランド入口 → 岡野町 → 横浜駅西口 |
| 50B  | 横浜駅西口 → 東横反町駅前 → 松本 → 栗田谷 → 神大寺入口                                                             |
| 346A | 神大寺入口 → 栗田谷 → 松本 → (急行・泉町経由) → 横浜駅西口                                                         |

両系統とも「栗田谷循環」を名乗るが、35系統は横浜駅西口の乗り場には「三ツ沢循環」と表示されている。メインは横浜駅 - 神大寺入口の区間便である。かつては横浜駅西口 → 東横反町駅前 → 松本 → 神大寺入口 → 浅間下 → 峯小学校 → 保土ケ谷車庫間で50系統の深夜バスである362系統が運行されていたが、深夜バスに関しては浅間町営業所は担当しておらず、保土ケ谷営業所が担当していた。
2013年度夏季ダイヤに於いて平日の35系統循環便を松本 - 横浜駅西口間にて急行運転(泉町経由)を行う実証実験が行われ、2014年3月29日からは実証実験の結果を基に、35系統神大寺入口 - 松本 - 横浜駅西口便の一部を急行（346系統）として運行を開始した。346系統のルートの急行区間は35系統と異なり東横反町駅を経由せず、泉町方面を通り横浜駅西口へ向かう。
なお、この路線は現在浅間町営業所単独での運行となっている。

### 36系統
| No. | 運行区間                                                                                      |
| --- | --------------------------------------------------------------------------------------------- |
| 36B | 横浜駅西口 → 東神奈川駅西口 → 六角橋 → 片倉町駅前 → 西菅田団地 → 菅田町 → 鴨居駅前 → 緑車庫前 |
| 36C | 横浜駅西口 → 東神奈川駅西口 → 六角橋 → 片倉町駅前 → 菅田町 → 鴨居駅前 → 緑車庫前              |
| 36F | 西菅田団地 → 片倉町駅前 → 六角橋 → 東神奈川駅西口 → 横浜駅西口                                |
| 36G | 西菅田団地 - 片倉町駅前 - 六角橋 - 東神奈川駅西口                                             |
| 36H | 横浜駅西口 → 東神奈川駅西口 → 六角橋 → 片倉町駅前 → 西菅田団地                                |
| 36J | 東神奈川駅西口 - 六角橋 - 片倉町駅前 - 西菅田団地 - 菅田町 - 鴨居駅前 - 緑車庫前              |
| 36K | 東神奈川駅西口 - 六角橋 - 片倉町駅前 - 菅田町 - 鴨居駅前 - 緑車庫前                           |
| 36N | 緑車庫前 → 鴨居駅前 → 菅田町 → 西菅田団地 → 片倉町駅前 → 六角橋 → 東神奈川駅西口 → 横浜駅西口 |
| 36O | 緑車庫前 → 鴨居駅前 → 菅田町 → 片倉町駅前 → 六角橋 → 東神奈川駅西口 → 横浜駅西口              |

終日にわたり一部便のみ担当。緑営業所が中心に担当している。

### 59系統
| No. | 運行区間                                                                      |
| --- | ----------------------------------------------------------------------------- |
| 59B | 横浜駅西口 - 東神奈川駅西口 - 浦島丘 - 菊名駅前 - 大豆戸交差点                |
| 59D | 横浜駅西口 → 東神奈川駅西口 → 浦島丘 → 菊名駅前 → 港北区総合庁舎前 → 新綱島駅 |
| 59E | 新綱島駅 → 港北区総合庁舎前 → 菊名駅前 → 浦島丘 → 東神奈川駅西口 → 横浜駅西口 |

横浜駅西口から主に第二京浜と綱島街道を走行し綱島駅まで運行する長距離路線である。1991年1月21日以降は港北営業所に代わって当営業所が担当している。東急東横線と並行しつつも、駅から離れていて徒歩でのアクセスが困難な地域における交通手段、港北区役所への交通手段として、1時間に1 - 2本程度運行される。
平成24年11月1日より、横浜駅西口発の最終便は大豆戸交差点行きとして運行されている。2020年11月4日からは、横浜駅西口行の始発も大豆戸交差点からの運行になった。また、同日より綱島駅の乗り場が東急バス日81・日92・日93系統と同じ5番乗り場から、13系統や臨港バス川51系統と同じ6番乗り場に移動している。
綱島駅発着便については、2023年12月23日から新綱島駅発着へ変更された。

### 66系統（2代目）
| No.       | 運行区間 |
| --------- | --- |
| 66A（朝） | 桜木町駅前 → （急行） → 山下町 → みなと赤十字病院 → 本牧ふ頭A突堤中央 → みなと赤十字病院入口 → 山下橋 → 山下町 → 中華街入口 → 本町4丁目 → 桜木町駅前 |
| 66B（夕） | 桜木町駅前 → （急行） → 山下町 → みなと赤十字病院入口 → 本牧ふ頭A突堤中央 → みなと赤十字病院 → （急行） → 山下町 → 桜木町駅前                        |

2022年4月に新設された、桜木町駅から本牧ふ頭A突堤を循環する通勤時間帯限定の路線である。運行本数は朝2本・夕方2本とわずかである。桜木町駅～みなと赤十字病院間は夕方運行便は往復急行運転となるが、朝運行便は往路のみ急行運転となり、復路はみなと赤十字病院を出ると桜木町駅前まで各停で運行される。
横浜港の新たな物流拠点整備が進む中で、本牧ふ頭A突堤への公共交通機関による通勤手段整備の要望があった事を受けて設定された路線で、働きやすい港への環境整備が進み拠点形成の進展が期待されるなか、将来的に本路線の増便・延伸も検討していくという。
ちなみに66系統の系統番号は、今回が2代目である。

### 68・102系統
| No.  | 運行区間 |
| ---- | --- |
| 68B  | 横浜駅西口 - 洪福寺 - 藤棚 - 久保山 - 浦舟町 - 中村橋 - 滝頭                                                    |
| 102B | 横浜駅前 - 戸部駅前 - 藤棚 - 久保山 - 浦舟町 - 中村橋 - 滝頭                                                    |
| 102D | 横浜駅前 → 戸部駅前 → 藤棚 → 久保山 → 南区総合庁舎前 → 市大センター病院前 → 久保山 → 藤棚 → 戸部駅前 → 横浜駅前 |

102系統は、横浜駅東口と滝頭間を藤棚浦舟通り経由で結ぶ子系統と市大センター病院付近を循環する子系統から成る路線である。横浜市電7系統の代替路線であり、アップダウンのある久保山付近や旧市街地を運行するため終日利用は多い。
68系統は、横浜駅西口第二ターミナルを発着し尾張屋橋で東海道線や相鉄線を跨いだあと、102系統と同経路を運行する系統で、終日1時間に1 - 2便程度運行される。2007年の路線再編では廃止対象路線となったが、運行経費の一部を横浜市の一般会計から繰り出す暫定運行措置対象路線になり運行が維持され、対象路線としての運行が2年を経過した2009年からは一般営業路線に戻っている。
2021年10月1日のダイヤ改正より、平日朝に運行されていた急行便（324系統）が廃止されると同時に、市大センター病院付近を循環する子系統（D）が新設される。また、既存の68・102系統（B）とともに当営業所と滝頭営業所の共管になった。

### 82系統
| No. | 運行区間                                                   |
| --- | ---------------------------------------------------------- |
| 82A | 横浜駅西口 → 東神奈川駅西口 → 六角橋 → 片倉町駅前 → 八反橋 |
| 82B | 横浜駅西口 → 東神奈川駅西口 → 六角橋 → 神大寺入口          |
| 82C | 東神奈川駅西口 - 六角橋 - 片倉町駅前 - 八反橋              |
| 82D | 東神奈川駅西口 - 六角橋 - 神大寺入口                       |
| 82F | 八反橋 → 片倉町駅前 → 六角橋 → 東神奈川駅西口 → 横浜駅西口 |
| 82G | 神大寺入口 → 六角橋 → 東神奈川駅西口 → 横浜駅西口          |

八反橋発着便は緑営業所と共管。36系統のうち、浅間町担当が多かった八反橋便と神大寺入口便が系統分離され、82系統になった。日中は八反橋発着が1時間に1本程度の運行である。平日、土曜の朝夕を中心に東神奈川駅西口発着の区間便が運行される。2021年4月1日のダイヤ改正で神大寺入口発着は後述する88系統に大半が置き換えられ、朝と夜間に僅かに運行されるのみになった。
過去に設定されていた緑車庫発着便(82E)は緑営業所へ移管の後、ふれあいバス(神奈川区)として運行を開始。その後改変を経ながら末期は東神奈川駅発着となり、三ツ沢地区を経由して運行されていたが、2021年4月1日のダイヤ改正で廃止された。

### 87系統
| No. | 運行区間                                                    |
| --- | ----------------------------------------------------------- |
| 87E | 横浜駅西口 → 岡野町 → 市民病院 → 宮ケ谷 → 松本 → 横浜駅西口 |

横浜駅西口と市民病院を結ぶ循環線である。現在は市民病院到着後に松本経由で横浜駅西口へ戻る循環ルートで運行されている。2020年5月2日のダイヤ改正までは松本経由で戻る便の他に、市民病院までと同様のルート(三ツ沢総合グランド入口方面)で横浜駅西口へ戻る子系統の2つのパターンがあった。松本経由便は平日夜を除く全ての運行時間帯に設定されているが、三ツ沢総合グランド入口方面へ戻る循環線は日中と平日夜のみ設定されていた。

### 88系統
| No. | 運行区間                                                                                  |
| --- | ----------------------------------------------------------------------------------------- |
| 88A | 市民病院 → 宮ケ谷 → 松本 → 東横反町駅前 → 東神奈川駅西口                                  |
| 88B | 東神奈川駅西口 → 東横反町駅前 → 松本 → 三ツ沢公園自由広場 → 市民病院                      |
| 88C | 市民病院 → 宮ケ谷 → 松本 → 東横反町駅前 → 東神奈川駅西口 → 六角橋 → 神大寺入口            |
| 88D | 神大寺入口→ 六角橋 → 東神奈川駅西口 → 東横反町駅前 → 松本 → 三ツ沢公園自由広場 → 市民病院 |

東神奈川駅・反町駅から市民病院へのアクセス路線である。2020年5月2日の市民病院移転に伴うダイヤ改正で新設された。市民病院付近は往路と復路で経路が異なり、往路（市民病院発）は87系統と同経路を走行するが、復路（東神奈川発）は三ツ沢公園自由広場経由で運行されている。なお、同ルートには2007年まで114系統が運行されていた。このため、当系統は114系統が事実上復活したかたちとなった。2021年4月1日のダイヤ改正で先述する82系統（神大寺入口発着便）を置き替える形でほぼ全ての便が六角橋を経由して神大寺入口まで延伸した。開設時点では114系統が停車していた神奈川区総合庁舎前のバス停は復活していなかったが、2024年4月1日に再設置された。
なお、88系統の系統番号は過去に港北ニュータウン営業所の路線として（仲町台駅 - 都筑ふれあいの丘 - 勝田 - 道中坂下）使用されており、当系統は2代目となる。

### 89系統（ぶらり野毛山動物園BUS）
| No.    | 運行区間                                                                   |
| ------ | -------------------------------------------------------------------------- |
| 89B    | 桜木町駅前 - 野毛山動物園前 - 一本松小学校前                               |
| 89O・P | 横浜駅前 → ぴあアリーナＭＭ → 桜木町駅前 → 野毛山動物園前 → 一本松小学校前 |
| 89N    | 一本松小学校前 → 野毛山動物園前 → 桜木町駅前 → ぴあアリーナＭＭ → 横浜駅前 |

横浜駅・桜木町駅と一本松小学校を野毛地区・野毛山動物園を経由し結ぶ路線。1998年1月19日に保土ケ谷営業所が当時所管・運行を担当していた旧・32系統を経路分断し新設された。新・32系統と同様に保土ケ谷営業所が所管し、新設当初は県庁前から一本松小学校前の区間での運行だった。かつては全便が各停便(横浜駅前発着の場合全便が紅葉坂経由)として運行されていたが、2015年10月1日より横浜駅前発着便が急行化された。2016年4月1日より当営業所が保土ケ谷に代わって担当するようになった。さらに2016年10月1日より、この日に新しく設定された観光スポット周遊路線「ぶらり観光SAN路線」の一つに組み込まれ、「ぶらり野毛山動物園BUS」として運行されるようになり現在の運行形態に変化した。ぶらりバス化に従い、一部便を除いて動物をモチーフにしたラッピングが施された特別車で運行されている。2020年7月23日のダイヤ改正で横浜駅前発着の便がぴあアリーナＭＭ（旧：みなとみらい4丁目）経由に変更された上で各停化され、横浜駅前の乗り場が1番乗り場に変更された。
2020年のダイヤ改正までは平日ダイヤと土休日ダイヤとで運行形態が大きく異なっていた。平日ダイヤの場合、日中は横浜駅前発着の急行便として運行されていたが、朝夕については桜木町駅前発着の各停便として運行されていた。一方、土休日ダイヤでは全便が横浜駅前発着の急行便として運行され、経由地にみなとみらい4丁目が追加されるため、桜木町駅前 - 横浜駅前間の運行経路が平日と大きく異なっていた。現在は平日夜間を除いて横浜駅前まで運行する。
終点となる一本松小学校前バス停では、乗客を降ろした後右折の形で路地に頭を入れ、誘導員の誘導によりバックして折り返す形となる。
なお、89系統の系統番号は過去に港北ニュータウン営業所が所管・運行を担当した「市が尾駅→川和高校前→柚の木谷→市が尾駅」循環線で使用されており、当系統は2代目となる。

### 105系統
| No.  | 運行区間                                                                                            |
| ---- | --------------------------------------------------------------------------------------------------- |
| 105A | 横浜駅前 - 桜木町駅前 - 地下鉄関内駅 - 元町 - 和田山口 - 大鳥中学校前 - 本牧市民公園前 - 本牧車庫前 |
| 105B | 横浜駅前 - 桜木町駅前 - 地下鉄関内駅 - 元町 - 和田山口 - 大鳥中学校前 - 本牧車庫前                  |

生麦 - 本牧一丁目間を運行していた横浜市電2系統を継承した路線。現在は本牧営業所との共管路線。現在は横浜駅前と本牧車庫を地下鉄関内駅、港町、元町を経由し運行する路線となっている。終日利用者やバスの本数が多く、本牧地区を代表する路線と言える。一部便は8系統や26系統などと同じく本牧市民公園経由で運行されている。かつては市庁前行（現在の港町）などの区間便や間門経由便などが設定されていたが、現在は横浜駅前 - (本牧市民公園) - 本牧車庫間のみに整理されている。
平日朝には急行便、また一部で地下鉄関内駅折返し便が設定されているが、いずれも本牧営業所が担当している。

### 106系統
| No.  | 運行区間 |
| ---- | --- |
| 106A | 境木中学校前 - 保土ケ谷駅東口 - 戸部駅前 - 桜木町駅前 - 地下鉄関内駅 - 元町 - 和田山口 - 本牧市民公園前 - 本牧車庫前 |
| 106B | 境木中学校前 - 保土ケ谷駅東口 - 戸部駅前 - 桜木町駅前 - 地下鉄関内駅 - 元町 - 和田山口 - 本牧車庫前                  |
| 106D | 本牧車庫前 → 本牧市民公園前→ 和田山口 → 元町 → 地下鉄関内駅 → 桜木町駅前 → 戸部駅前 → 保土ケ谷駅東口                 |
| 106E | 保土ケ谷駅東口 - 戸部駅前 - 桜木町駅前 - 地下鉄関内駅 - 元町 - 和田山口 - 本牧車庫前                                 |
| 106I | 桜木町駅前 → 戸部駅前 → 保土ケ谷駅東口 → 境木中学校前                                                                |
| 106J | 境木中学校前 → 保土ケ谷駅東口 → 戸部駅前 → 桜木町駅前 → 桜木町駅前（市役所口）                                       |

出入庫路線の保土ケ谷駅東口発着を除いて、全て本牧営業所と共同運行。詳しくは横浜市営バス本牧営業所#106系統を参照。
2024年10月1日のダイヤ改正で日中の時間帯のみ桜木町駅（市役所口）着が新設されたが、こちらは浅間町単独管理となっている。その他に横浜駅前発が新設されたがこちらは本牧単独管理となっている。

### 201・202・204系統
| No.  | 運行区間                                                                                |
| ---- | --------------------------------------------------------------------------------------- |
| 201B | 横浜駅西口 → 松本 → 和田町 → 洪福寺 → 岡野町 → 横浜駅西口                               |
| 201F | 横浜駅西口 → 松本 → 横浜国立大学正門前 → 国大西 → 和田町 → 洪福寺 → 岡野町 → 横浜駅西口 |
| 202B | 横浜駅西口 → 岡野町 → 洪福寺 → 和田町 → 松本 → 横浜駅西口                               |
| 202C | 浅間町車庫前 → 洪福寺 → 和田町 → 松本 → 横浜駅西口                                      |
| 202D | 横浜駅西口 → 岡野町 → 洪福寺 → 和田町 → 岡沢下                                          |
| 204A | 横浜駅西口 - 岡野町 - 浅間町車庫前                                                      |

横浜市営トロリーバスを引き継いだ路線で、同101系統を継承した路線が201系統（循環内回り）、同102系統を継承した路線が202系統（循環外回り）となっている。
201系統は、全便が横浜駅西口を発着とする松本先回りの循環便で運行されており、平日は横浜国立大学構内を経由して運行される。独自区間の多くで相鉄バスの浜5系統と重なるため、平日土休日ともに日中に毎時1本程度運行されるのみとなっている。
202系統は201系統とは対照的に終日運行されており、日中でも毎時3本程度運行されている。ほぼ全ての便が横浜駅西口を発着する和田町先回りの循環便となっているが、早朝2便のみ浅間町車庫前始発の区間便となっている。
204系統は、浅間町車庫前を発着する短距離の出入庫路線。かつては浅間町車庫前 → 横浜駅西口の出庫便が201系統として、横浜駅西口 → 浅間町車庫前の入庫便が202系統として運行されており、同一経路にもかかわらず往復で系統番号が異なる形態となっていた。しかし、2017年7月24日のダイヤ改正で出入庫便の系統番号を204系統に変更した。これにより往復共に同一の系統番号を使用している。なお、横浜市営バスにおいて204系統を称した路線は過去にも存在しており、本路線は2代目である。初代は「上大岡駅 - 上永谷駅 - 東戸塚駅」の路線で、神奈川中央交通との共同運行を行った時期もあった。

### 208・209系統
| No.  | 運行区間                                                                        |
| ---- | ------------------------------------------------------------------------------- |
| 208A | 横浜駅西口 → 岡野町 → 洪福寺 → 和田町 → 市民病院 → 岡野町 → 横浜駅西口          |
| 209A | 横浜駅西口 → 岡野町 → 市民病院 → 宮ケ谷 → 和田町 → 洪福寺 → 岡野町 → 横浜駅西口 |

208系統は、天王町・和田町エリアから市民病院へのアクセス路線である。平日のみ運行されている。2020年5月2日の市民病院移転に伴うダイヤ改正で新設された。202系統の一部を振り替えて運行する。
209系統は、2021年7月12日に新設された208系統の逆周り路線である。平日4本のみの運行。208系統とは市民病院 - 岡沢町間の経路が異なる。

### 280系統（ぶらり三渓園BUS）
| No.  | 運行区間                                                                         |
| ---- | -------------------------------------------------------------------------------- |
| 280C | [急行] 三渓園 → 三渓園入口 → 中華街入口 → 桜木町駅前 → 横浜駅改札口前 → 横浜駅前 |
| 280D | [急行] 横浜駅前 → 桜木町駅前 → 中華街入口 → 三渓園                               |

横浜駅と三渓園を結ぶ系統。2016年10月1日に本牧営業所の担当により運行開始。前述の89系統「ぶらり野毛山動物園BUS」と、当時滝頭営業所が所管・運行を担当していた「ぶらり赤レンガBUS」とともに、観光スポット周遊路線「ぶらり観光SAN路線」の一つに組み込まれた。2021年10月1日、本牧営業所から専用車と共に当営業所へ移管された。
土休日のみの運行で、桜木町駅 ‐ 小港橋交差点間では8・148系統と同一経路を走行するが、こちらは同区間内も急行運転を行う。その先は小港橋交差点を直進し、道なりに進んで本牧元町入り口交差点を左折、本牧大里町 - 三渓園入口間を従来の路線とは逆方向に走行し三渓園入口先の交差点で左折して三渓園に向かう。三渓園停留所は正門の駐車場内に設置されている。原則として専用ラッピング車で運行されるが、点検・整備などで一般車で運転されることもある。2020年7月のダイヤ改正で経由と停車地が変更され、赤レンガ倉庫・山下公園を経由しなくなった。

### 291系統
| No.  | 運行区間                                                                                                |
| ---- | --- |
| 291C | 横浜駅西口 - 岡野町 - 三ツ沢総合グランド入口 - 片倉町入口 - 片倉町駅前 - 六角橋北町 - 松見町 - 大口駅前 |

全区間・一部廃止になった38・81系統の横浜駅西口 - 下耕地間と38・96系統の下耕地 - 六角橋北町、38系統内路 - 大口駅前を代替。横浜市の一般会計から補助金を受けて、2年間の暫定運行を行った後、2009年からは一般路線として運行を行っている。

### 292系統
| No.  | 運行区間 |
| ---- | --- |
| 292B | 浅間町車庫前 → 岡野町 → 戸部本町 → 野毛町 → 桜木町駅前 → けいゆう病院 → クイーンズスクエア → パシフィコ横浜 |
| 292C | パシフィコ横浜 → けいゆう病院 → 桜木町駅前 → 野毛町 → 戸部本町 → 岡野町 → 浅間町車庫前                      |
| 292D | パシフィコ横浜 → クイーンズスクエア → 桜木町駅前 → 野毛町 → 戸部本町 → 岡野町 → 浅間町車庫前                |

2007年に廃止となった47系統(保土ケ谷車庫前 - 戸部本町 - 桜木町駅)と57系統(浅間町車庫前 - 戸部本町 - 桜木町駅 - パシフィコ横浜)を代替する形で設定された系統。2007年の系統新設段階では、292系統は浅間町車庫前 - 戸部本町 - 桜木町駅間で運行されており、桜木町駅 - パシフィコ横浜間は57系統として運行を継続していた。
以後2年間、この運行形態で横浜市一般会計より補助金を受けながら暫定運行されていたが、2009年4月1日より一般路線として運行を開始。同日、57系統の残存区間も292系統に統合され、57系統は廃止、292系統が現在の運行形態に変化した。

### 329系統
| No.  | 運行区間                                                                                                |
| ---- | --- |
| 329B | 横浜駅西口 → （急行） → 泉町 → 松本 → 横浜国立大学正門前 → 国大西 → 横浜新道 → 松本 → 泉町 → 横浜駅西口 |
| 329C | 国大西 → 横浜新道 → 岡沢町 → 松本 → 泉町 → 横浜駅西口                                                   |
| 329D | 横浜駅西口 → （急行） → 泉町 → 松本 → 横浜国立大学正門前 → 国大西                                       |

横浜駅西口と横浜国立大学を結ぶ路線。平日のみ運行され、201系統の一部と202系統の一部を繋げたような運行経路をとる。
横浜駅西口発便については、(平日)201系統と同様のルートで横浜駅西口 - 横浜国立大学正門前まで急行運転を行う。一部便は国大西止まりとなる。横浜国立大学から循環して横浜駅西口へ戻る便と国大西発便については、常盤台住宅を経由し、各停便として横浜新道 - 横浜駅西口間を202系統と同じ経路を辿って横浜駅西口へと向かう。

## 臨時営業路線

### tvkハウジングシャトルバス
横浜駅西口からtvkハウジングプラザ横浜へ向かうシャトルバス。通常はtvkハウジングプラザ横浜所有のいすゞエルガミオで運行されるが、繁忙期は、浅間町営業所の車両が運用に加わる。

### 横浜ビジネスパークシャトルバス
保土ケ谷駅西口から横浜ビジネスパークへ向かうシャトルバス。基本的に平日のみの運行。

## 廃止・移管路線
路線廃止後に名称変更が実施された停留所については旧称とする。

### 20系統
- 20A：横浜駅 - 桜木町駅 - 日本大通り駅県庁前 - 港の見える丘公園 - 上野町 - 山手駅

通称「山手駅循環」と呼ばれていた。唯一の山手駅に乗り入れた路線であった。さらに遡ると山手駅から先の豆口台地区まで乗り入れていた時代もあった。
山手駅方面へ向かうバスの方向幕は「山手駅」と表示されていたが、実際には山手駅を越えて乗車することが出来た。大型車で運行、時折ノンステップバスでの運用もあった。2005年2月28日に本牧営業所へ移管。

### 26系統
- 26A：横浜駅前 - 桜木町駅前 - 山下公園前 - 横浜人形の家前 - みなと赤十字病院入口 - 小港橋 - 本牧ふ頭入口 - 横浜本牧駅 - 本牧市民公園前 - 本牧車庫前

系統自体は存続しているが、2017年3月25日のダイヤ改正で本牧車庫発着便のうち本牧市民公園を経由する便は廃止となった。

### 31系統
- 31A：横浜駅西口 → 東神奈川駅西口 → 東白楽 → 白楽 → 大口駅前 → 大口通 → 東神奈川駅西口 → 横浜駅西口
- 31B：横浜駅西口 → 東神奈川駅西口 → 東白楽 → 白楽 → 白幡東町 → 大口駅前
- 31C：大口駅 → 白幡東町 → 白幡東町商店街 → 白楽 → 東白楽 → 東神奈川駅西口 → 鶴屋町3丁目 → 横浜駅西口

かつては「大口駅循環」と呼ばれ、横浜駅西口から東白楽・大口駅・浦島小学校前を経由し横浜駅西口へ戻る循環路線で運行されていたが、白幡地区の住民の要望により、2007年8月20日から一方循環運転の形態から大口駅折返しに変更し、白幡東町 → 白幡仲町に、横浜駅西口方面のみ「白幡東町商店街」停留所が新設された。狭隘区間を通る箇所があるため小型車で運行されていた。2016年4月1日に保土ケ谷営業所へ移管。

### 35系統
- 35G（急行）：横浜駅西口 → 岡野町 → 三ツ沢総合グランド入口 → 片倉町入口 → 神大寺入口 → 栗田谷 → 松本 → 横浜駅西口

2013年夏季ダイヤで試行運行された系統。松本 → 横浜駅西口間を急行運転（ノンストップ）とし、泉町経由で運行された。

### 36系統
- 36A：横浜駅西口 - 東神奈川駅西口 - 六角橋 - 神大寺 - 片倉町駅前 - 菅田町 - 鴨居駅前 - 緑車庫前 - 中山駅前
- 36F：横浜駅西口 - 東神奈川駅西口 - 六角橋 - 又口橋 - 八反橋 - 羽沢団地 - 八反橋
- 36G：横浜駅西口 - 東神奈川駅西口 - 六角橋 - 神大寺 - 日枝橋 - 片倉町駅前 - 八反橋（→82A）
- 36H：横浜駅西口 - 東神奈川駅西口 - 六角橋 - 神大寺 - 日枝橋 - 神大寺入口（→82B）
- 36I：東神奈川駅西口 - 六角橋 - 神大寺 - 片倉町駅前 - 菅田町 - 鴨居駅前 - 緑車庫前 - 中山駅前
- 36N：東神奈川駅西口 - 六角橋 - 神大寺 - 日枝橋 - 片倉町駅前 - 八反橋（→82C）
- 36O：東神奈川駅西口 - 六角橋 - 神大寺 - 日枝橋 - 神大寺入口（→82D）
- 36P：浅間町車庫前 - 横浜駅西口 - 東神奈川駅西口 - 六角橋 - 神大寺 - 八反橋
- 36R：西菅田団地 - 菅田町 - 鴨居駅前 - 緑車庫前 - 中山駅前（→12U・S）
- 36S：横浜駅西口 - 東神奈川駅西口 - 六角橋 - 又口橋 - 新横浜駅 - 又口橋 - 八反橋 - 羽沢団地 - 八反橋
- 36U：東神奈川駅西口 - 六角橋 - 神大寺 - 日枝橋 - 片倉町駅前

1995年から1996年にかけ、路線の大幅な整理が行われた。1995年3月の改正では、新横浜駅経由（36S）が廃止された。1996年3月のダイヤ改正により、浅間町車庫と八反橋・神大寺入口・中山駅関連の路線が廃止され、横浜駅西口 - 緑車庫とその区間便からなる形に変更された。八反橋・神大寺入口発着の系統については82系統に番号を変更した。

### 44系統
- 44A：横浜駅西口 - 浅間下 - 三ツ沢総合グランド入口 - 片倉町入口 - 三枚町 - 八反橋 - 東泉寺前 - 三枚町 - 片倉町入口 - 三ツ沢総合グランド入口 - 浅間下 - 横浜駅西口
- 44B：横浜駅西口 - 浅間下 - 三ツ沢総合グランド入口 - 片倉町入口 - 三枚町 - 東泉寺前 - 八反橋

83系統（現在は相鉄バスへ移管）・相鉄バス浜1系統と東泉寺前までは併走するため、共通定期取扱路線でもあった。2022年9月30日をもって、横浜市営バスとしての運行を終了。翌10月1日以降は全便が相鉄バスでの運行となった。

### 53系統
- 53A：横浜駅西口 - 洪福寺 - 保土ケ谷駅東口 - 北永田 - 児童遊園地 - 平和台折返場
- 53B：保土ケ谷駅東口 - 北永田 - 児童遊園地 - 平和台折返場

かつて相鉄バスの旭3として運行されていた路線で、相鉄が撤退するのに伴い、2003年より横浜市営が代わりに同区間を受け持つようになった。移管の際に、児童遊園地の折返所が閉鎖されたため、平和台折返場まで延伸された。2021年7月11日に保土ケ谷営業所へ移管。平和台折返場は保土ケ谷営業所単独使用となった。

### 57系統
- 57H：桜木町駅前 - 横浜美術館前 - 展示ホール - パシフィコ横浜

かつては保土ケ谷担当だったが、経路変更のうえ浅間町へ移管した。利用客が少ないことを理由に、2006年8月31日に神奈川県生活交通対策地域協議会へ退出意向が示された。その後、2006年末に再編計画がまとめられ、2007年4月1日に廃止・292系統に統合、2年間の暫定運行が行われていた。残された桜木町駅 - パシフィコ横浜は57系統として引き続き運行していたが、こちらも2009年4月1日に292系統と統合・廃止された。桜木町駅 - パシフィコ横浜では156系統や100円バスとルートが重複しており、156系統のパシフィコ横浜側の区間便のような位置付けになっていたが、こちらは土曜・休日も運行が行われていた。

### 66系統（初代）
- 66A：横浜駅西口 - 反町 - 反町駅 - 栗田谷 - 神奈川大学 - 六角橋 - 東神奈川駅西口 - 反町 - 横浜駅西口

現在運行されている2代目と異なり、初代の66系統は横浜駅西口を起終点として反町・栗田谷・神奈川大学・六角橋を循環する路線であった。
50系統と36系統を足して半分にしたような路線で、単独区間は栗田谷 → 神奈川大学入口のみだった。かつては、内回り（六角橋循環）と外回り（栗田谷循環）が存在したが、晩年は外回りのみとなっていた。単独区間においては双方向のバス停を1つにて省略するなど、典型的な赤字路線であり、2006年3月27日に廃止された。

### 80系統
- 80A：横浜駅西口 - 東神奈川駅西口 - 浦島丘 - 菊名駅前 - 新横浜駅前

1964年11月に新設。新横浜駅への初の乗り入れ路線であった。横浜駅 - 大豆戸交差点までは59系統と、大豆戸交差点 - 新横浜駅前間は41系統と同経路で運行されていた。59系統と同様に1991年1月21日に港北から移管され、1996年2月に廃止された。現在、緑が担当する80系統は、73系統を分割した際に系統番号を再利用したものである。

### 82系統
- 82E：横浜駅西口 - 東神奈川駅西口 - 六角橋 - 神大寺 - 日枝橋 - 片倉町駅前 - 八反橋 - 羽沢団地 - 池上小学校下 - 小川橋 - 菅田町 - 鴨居駅前 - 緑車庫前

82系統から277系統に番号を変更し、当営業所から緑営業所に移管した。

### 83系統
- 83B：横浜駅西口 - 浅間下 - 三ツ沢総合グランド入口 - 片倉町入口 - 羽沢団地前 - 羽沢相原 - 上菅田東部公園
- 83C：横浜駅西口 - 浅間下 - 浅間町車庫前 - 和田町 - 上星川 - 梅の木 - 旭硝子（現:上菅田東部公園）

梅の木経由便（83C）は平日1日1本のみの運行であった。2022年10月1日のダイヤ改正で梅の木経由便のみが廃止された。その後は全便が三ツ沢総合グランド入口経由として運行していたが2023年9月30日をもって、横浜市営バスとしての運行を終了。翌10月1日以降は全便が相鉄バスでの運行となった。

### 87系統
- 87D：横浜駅西口 → 浅間下 → 三ツ沢総合グランド入口 → 市民病院前 → 三ツ沢総合グランド入口 → 浅間下 → 横浜駅西口

2020年5月2日の市民病院移転に伴うダイヤ改正で松本経由の便に統合された。

### 96系統
- 96A：横浜駅西口 - 東神奈川駅西口 - 六角橋 - 六角橋北町 - 岸根公園 - 八反橋
- 96B：東神奈川駅西口 - 六角橋 - 六角橋北町 - 岸根公園 - 八反橋

2007年4月1日のダイヤ改正で廃止された。

### 101系統
- 101A：根岸駅前 - 間門 - 和田山口 - 元町 - 尾上町 - 桜木町駅 - 花咲橋 - 浅間町車庫 - 洪福寺 - 保土ケ谷車庫

現在、保土ケ谷車庫側は保土ケ谷で担当しているが、以前は浅間町も担当していた。そのため、浅間町車庫折返し便が本牧・浅間町ともに設定されていた。

### 105系統
- 105E：横浜駅前 - 桜木町駅前 - 尾上町 - 元町 - 和田山口 - 間門 - 本牧市民公園前 - 本牧車庫前

127系統の代替として設定された系統。2015年4月1日に廃止。

### 106系統
- 106G：本牧 → 本牧原 → 麦田町 → 地下鉄関内駅 → 桜木町駅前 → 花咲橋 → 戸部駅前 → 西区総合庁舎入口 → 保土ケ谷駅東口 → 元町橋交番前 → 境木中学校前

平日の日中のみ毎時1本が本牧発で運行されていた。2020年11月4日のダイヤ改正で廃止。

### 114系統
- 114A：東神奈川駅西口 → 神奈川区総合庁舎前 → 松本 → 市民病院入口 → 三ツ沢総合グランド入口 → 横浜駅西口
- 114B：横浜駅西口 → 三ツ沢総合グランド入口 → 市民病院前 → 松本 → 神奈川区総合庁舎前 → 東神奈川駅西口

神奈川区役所へのアクセス路線で、本数は1時間に1本。東神奈川方面は1999年8月31日まで第三京浜入口を経由したが、その後は三ツ沢西町まで87系統と同経路で運行していた。2006年8月31日に、神奈川県生活交通確保対策地域協議会へ退出申し入れが行なわれ、2007年4月1日に廃止された。当初は土曜午前の運行もあったが、廃止末期は平日日中のみ運行となった。
2020年5月2日の市民病院移転に伴うダイヤ改正で、市民病院 - 東神奈川駅西口間が88系統として事実上復活したかたちとなった。

### 127系統
- 127A：横浜駅 - 花咲橋 - 桜木町駅 - 中区分庁舎 - 麦田町 - 本牧原 - 間門 - 本牧市民公園 - 本牧車庫

2007年4月1日に廃止。代替として105系統の間門経由便（E）が復活した。

### 201・202系統
- 201D：浅間町車庫前 → 岡野町 → 横浜駅西口
- 202F：横浜駅西口 → 岡野町 → 浅間町車庫前

横浜駅西口への入出庫系統。2017年7月24日のダイヤ改正で204系統へ系統番号が変更となった。

### 281系統（ピアライン）
| No.  | 運行区間 |
| ---- | --- |
| 281A | 桜木町駅前 → 馬車道駅前 → 万国橋・ワールドポーターズ前 → ワールドポーターズ → 国際橋・カップヌードルミュージアム前 → ハンマーヘッド                                            |
| 281B | ハンマーヘッド - 万国橋・ワールドポーターズ前 - 馬車道駅前 - 桜木町駅前 |
| 281C | 桜木町駅前 → 馬車道駅前 → 万国橋・ワールドポーターズ前 → 国際橋・カップヌードルミュージアム前 → ハンマーヘッド → 横浜税関前 → 大さん橋客船ターミナル → 馬車道駅前 → 桜木町駅前 |
| 281D | 桜木町駅前（市役所口）→ 桜木町駅前 → 馬車道駅前 → 万国橋・ワールドポーターズ前 → ワールドポーターズ → 国際橋・カップヌードルミュージアム前 → ハンマーヘッド                    |
| 281E | ハンマーヘッド - 万国橋・ワールドポーターズ前 - 馬車道駅前 - 桜木町駅前 - 桜木町駅前（市役所口）                                                                               |

2019年10月31日新設。桜木町駅から新港地区に新たにできた客船ターミナルの横浜ハンマーヘッドを結ぶ路線である。新設当初は当営業所と滝頭との共管だったが2021年4月のダイヤ改正以降は滝頭単独所管となった。

### 325系統
- 325A（急行）：横浜駅西口 → 浅間下 → 三ツ沢総合グランド入口 → 市民病院 → （急行） → 横浜駅西口

2010年10月4日に平日朝の1便が市民病院 - 横浜駅西口間にて急行運転を行う325系統が新設された（同区間内は市民病院前・三ツ沢上町駅前・三ツ沢下町駅前・松本・横浜駅西口にのみ停車する）。2013年3月15日に廃止。代替として87系統を増便する形となった。

### 332系統・342系統
| No.  | 運行区間 |
| ---- | --- |
| 332A | 浅間町車庫前 → 岡野町 → 横浜駅西口 |
| 342B | 横浜駅西口 → （急行） → 泉町 → 松本 → 三ツ沢上町駅前 → 横浜国立大学正門前 → 国大西 → 常盤台住宅 → 横浜新道 → 岡沢町 → 三ツ沢上町駅前 → 松本 → 泉町 → 横浜駅西口 |

雨の日臨時便。前日の降水確率（横浜地方気象台前日17時発表の神奈川県東部地区6～12時の降水確率）が70％以上で当日の実際の天候に関係なく運行する。70％未満の場合は当日の実際の天候が雨天でも運行されず、年末年始および夏休み期間は前日の降水確率が70%以上の場合でも運行されない。雨の日臨時便のみ、行先表示に表示される系統番号の囲み部分の形が四角形ではなく傘型となっている。
332系統は342系統の出庫便で、204系統の出庫便と同じ経路を運行、342系統は329系統の雨の日臨時便で、329系統循環便と同様の経路を運行する。
332系統・342系統ともに書類上の系統番号となっており、行先表示部に出される系統番号は332系統は"204"、342系統は"329"となっていた。
2024年4月1日のダイヤ改正で廃止された。

## 車両

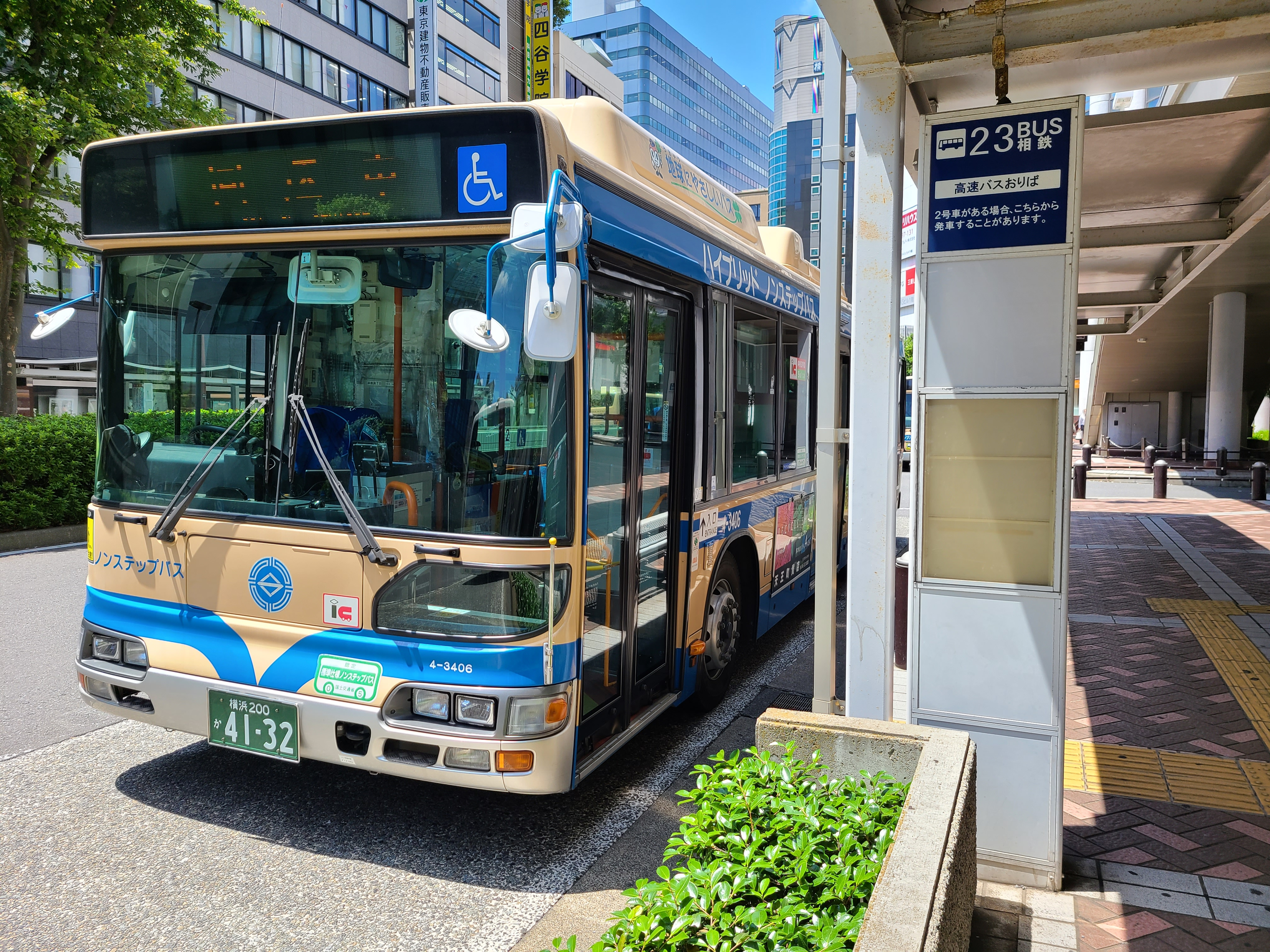
日野ブルーリボンシティハイブリッド(横浜駅西口)

横浜市営バスでは、2003年度（平成15年度）までは各営業所ごとに導入車両メーカーの指定があり、浅間町営業所、保土ケ谷営業所、港南営業所、廃止された野庭営業所では、日野自動車を指定メーカーとしていた。いずれの営業所も、日野車は日野車体工業製の純正車体を導入していた。ただし新製配置後に他の営業所へ転出した車両もある。
大型路線車は、横浜市営バスでは主流のホイールベース (WB) 4.8mの短尺車を採用。日野・RE（RE100→K-RE101LF）を多く導入したが、標準尺（WB5.2m）のRE120も3台導入した。スケルトンボディにモデルチェンジして日野・ブルーリボン（HT/HU系）が発売されると浅間町営業所でも大量導入され、機械式AT車、エアサス車も配置された。1991年から1993年にかけては、ハイブリッドバスのブルーリボンHIMR（U-HT2MLA→U-HT2MLAH）も導入された。
2004年度（平成16年）から入札制度が導入され、営業所ごとのメーカー指定はなくなった。その後は、一般路線用の大型車は日野自動車のほかいすゞ自動車製の車両が配置され、過去には日産ディーゼル製の車両も配置されていた。現在、一般路線用と貸切登録のいすゞ製大型車、日野製大型車が配置されている。小型車・中型車の在籍はない。現在配置されている全ての車両がノンステップバスとなっており、ハイブリッド車も配置されている。黄色の水玉模様の貸切登録車も在籍している。2022年春まではCNG車も在籍していた。また、2021年12月には一般路線車としては初の方向幕にフルカラーLEDを使用した車両が投入され、その後の新車は全てフルカラーLED方向幕で投入されている。(フルカラーLED使用車自体は19年に登場した滝頭営業所の水素バス、9-6301が初)
- 大型車
  - いすゞ・エルガ
  - いすゞ・エルガハイブリッド
  - 日野・ブルーリボンII/ブルーリボン（KV系）
  - 日野・ブルーリボンシティハイブリッド